# José Bica
José Manuel Bica Reis (Mirandela, 16 giugno 2003) è un calciatore portoghese, attaccante del Leixões in prestito dal Vitória Guimarães.

## Carriera

### Club
Bica ha iniziato a giocare nel settore giovanile del Mirandela, per poi passare a Porto, Chaves e Lilla. Nella stagione 2021-2022 ha giocato con la squadra B del club francese, dove ha messo a segno 7 reti in 11 partite in Championnat National 3, ed il 5 gennaio 2022 ha firmato il suo primo contratto professionistico.
Il 31 gennaio 2023 ha fatto ritorno in Portogallo al Marítimo che lo ha assegnato alla propria seconda squadra. Il 22 ottobre seguente ha esordito in prima squadra nell'incontro di Taça de Portugal vinto 4-1 contro il Mortágua, dove ha aperto le marcature dopo soli sette minuti.
Nel febbraio del 2024 è stato messo fuori rosa a causa di una lite con il compagno Francis Cann ed il 29 maggio ha rescisso unilateralmente il contratto con il club di Funchal. Il 7 luglio 2024 ha firmato un quadriennale con il Vitória Guimarães.

### Nazionale
Ha giocato con le nazionali giovanili portoghesi Under-17, Under-18 ed Under-19.

## Statistiche

### Presenze e reti nei club
Statistiche aggiornate al 23 dicembre 2024.
| Stagione          | Squadra             | Campionato        | Campionato | Campionato | Coppe nazionali | Coppe nazionali | Coppe nazionali | Coppe continentali | Coppe continentali | Coppe continentali | Altre coppe | Altre coppe | Altre coppe | Totale | Totale |
| Stagione          | Squadra             | Comp              | Pres       | Reti       | Comp            | Pres            | Reti            | Comp               | Pres               | Reti               | Comp        | Pres        | Reti        | Pres   | Reti   |
| ----------------- | ------------------- | ----------------- | ---------- | ---------- | --------------- | --------------- | --------------- | ------------------ | ------------------ | ------------------ | ----------- | ----------- | ----------- | ------ | ------ |
| 2021-2022         | Lilla 2             | N3                | 11         | 7          | -               | -               | -               | -                  | -                  | -                  | -           | -           | -           | 11     | 7      |
| 2022-2023         | Marítimo B          | CdP               | 9          | 2          | -               | -               | -               | -                  | -                  | -                  | -           | -           | -           | 9      | 2      |
| 2023-2024         | Marítimo B          | CdP               | 4          | 2          | -               | -               | -               | -                  | -                  | -                  | -           | -           | -           | 4      | 2      |
| Totale Marítimo B | Totale Marítimo B   | Totale Marítimo B | 13         | 4          |                 | -               | -               |                    | -                  | -                  |             | -           | -           | 13     | 4      |
| 2023-2024         | Marítimo            | LdH               | 15         | 1          | CP+CdL          | 3+0             | 2+0             | -                  | -                  | -                  | -           | -           | -           | 18     | 3      |
| 2024-2025         | Vitória Guimarães B | CdP               | 3          | 0          | -               | -               | -               | -                  | -                  | -                  | -           | -           | -           | 3      | 0      |
| 2024-2025         | Vitória Guimarães   | PL                | 4          | 0          | CP+CdL          | 1+1             | 0               | UECL               | 4                  | 0                  | -           | -           | -           | 10     | 0      |
| Totale carriera   | Totale carriera     | Totale carriera   | 46         | 12         |                 | 5               | 2               |                    | 4                  | 0                  |             | -           | -           | 55     | 14     |